# Амброзино

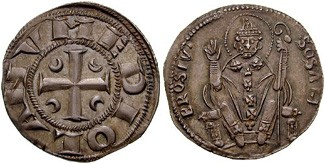
Амброзино

Амброзино (итал. Ambrosino) — название средневековых серебряных и золотых монет, которые чеканили в Милане с изображением покровителя города Амвросия.
Первые амброзино выпустили во время первой Миланской республики (1250—1310). Монеты содержали 2,8—2,91 г серебра 968 пробы и соответствовали 1½ сольдо. Впоследствии их чеканили при Аццоне Висконти, Луккино и Джованни Висконти, Галеаццо и Бернабо Висконти, Джане Галеаццо Висконти, Филиппо Мария Висконти и во время Амброзианской республики (1447—1450). Содержание серебра и номиналы миланских серебряных монет за 200 лет выпуска варьировались от 1,7 до 2,9 г. По своей сути одни серебряные амброзино представляли собой сольдо (также «амброзино пикколо»), другие — гроши.
Золотые миланские амброзино являлись подражанием флоринам. На монетах первой республики (1250—1310) аверс содержал изображение святых Гервасия и Протасия, реверс — изображение Амвросия. На монетах Амброзианской республики на одной стороне помещён Амвросий, на другой — буква М и круговая надпись.